# Англосаксонски Лондон
Историја англосаксонског Лондона односи се на историју града Лондона током англосаксонског периода, који је трајао од 5. века до норманског освајања Енглеске 1066. године.

## Историјат
Иако је прво градско насеље на месту данашњег Лондона основано у 1. веку од стране Римљана да би касније постало управно седиште провинције и један од највећих градова Царства, данашњи град у континуитету постоји тек од раног средњег века и англосаксонског доба.
Разлог за то је колапс Римског царства, односно римско напуштање Британије почетком 5. века после кога је локално становништво (Брити и Брито-Римљани) било препуштено само себи. Што се тада догодило са римским Лондинијумом у тзв. пост-римској Британији није познато, али је град напуштен неколико деценија касније, односно око 450. године. Управо у том периоду су се на обале Британије почели насељавати англосаксонска племена, која су постепено продирала у унутрашњост те долином Темзе дошла и до места данашњег Лондона.
Трагови првог англосаксонског насеља које би се могло назвати градом датирају из 7. века. Име му је било Лунденвик, а било је смештено око 1,6 км западно од средишта некадашњег Лондинијума, односно старих римских утврђења које су Римљани звали Лунденбург ("Лунденска тврђава"). Беда Уважени у својој књизи наводи како је Лунденвик био развијено трговачко средиште. До тог времена су се, пак, у данашњој Енглеској развио низ племенских држава и краљевстава накнадно названих Хептархија. Подручје данашњег Лондона је испочетка било под влашћу државе Источних Саксонаца (од кога потиче данашњи Есекс).
Године 604. је источносаксонски краљ Себерт прихватио хришћанство, те је позвао мисионара Мелита да постане први бискуп Лондона. Тада је у Лондону подигнута и прва црква, за коју традиција наводи да се налазила на месту данашње катедрале Св. Павла. Мелит је, међутим, у Лондону остао само до 616. године јер су се Себерхтови наследници вратили паганству и протерали хришћане са својих подручја. Хришћанство се у Лондон вратило тек око 675. године када је надбискуп Теодор из Тарза поставио Ирсонвалда за новог бискупа.
Око тог времена (675. године) је власт над Лондоном преузело западно краљевство Мерсија, под којим ће остати све до 796. године и смрти краља Офе. Од тада ће се за Лондон борити Мерција и краљество Западних Саксонаца. Те су борбе постепено олакшале продоре викиншких пљачкаша, који подручје Лондона почињу нападати од 830-их година. Године 842. је један такав напад, према речима хроничара, изазвао „велики покољ“. Године 850. је забележен нови напад у коме је учествовало чак 350 бродова.
860-их година се на источне обале искрцала дотада највећа група Викинга, касније позната као Велика поганска војска, коју је осим пљачке занимала и трајна власт у Британији. Иако се не спомиње јесу или нису заузели град, године 871. су њени припадници логоровали унутар старих римских зидина. Године 878. је Викинге у бици код Етандуна поразио западносаксонски краљ Алфред Велики, те накнадним мировним споразумима поделио данашњу Енглеску на викиншку (Данелаг) и англосаксонску сферу. Што се тада догодило с Лондоном није познато, али је 886. године Алфред постао господарем Лондона.
Алфред је, настојећи да своју државу трајно заштити од Викинга, одредио да сваки град мора да сагради бурх или тврђаву; у случају Лондона је то значило обнову насеља унутар старе римске тврђаве, односно напуштање Лунденвика, од кога је данас преостало једино име Алдвук. То је значило да ће се Лондон убудуће развијати из старе језгре, која је данас позната као Граду. Власт над градом је Алфред поверио свом зету Етелреду који је дао да сагради још један бурх (највероватније данашњи Саутворк).
После Етелредове смрти је Лондон дошао под неспоредну управо западносаксонских, а касније и краљева уједињене Енглеске. Престоница је и даље био Винчестер, али је град стицао све већу политичку важност, па га је краљ Етелред Неспремни 978. године претворио у своје седиште.
Крајем 10. века се Енглеска нашла под новим ударом Данаца са истока. Године 994. је Лондон нападнут први пут, иако без успеха. Године 1013. га је заузео дански краљ Кнут Велики. Енглези су успели преотети град, али је 1016. године преко персоналне уније Кнут постао енглески краљ.
Неколико деценија касније (1066. године) се у Лондону одржао кључна седница племићке скупштине на којој је одлучено да наследник преминулог краља Едварда Исповедника постане Харолд Годвинсон уместо његовог рођака Вилијама од Нормандије. Тај је догађај био повод Вилијаму да покрене инвазију која је резултовала крајем англосаксонске Енглеске. И Лондон, као и остатак земље, је тада дошао под норманску власт.